# Ernée

Ernée este o comună în departamentul Mayenne, Franța. În 2009 avea o populație de 5,780 de locuitori.